# NS 7600

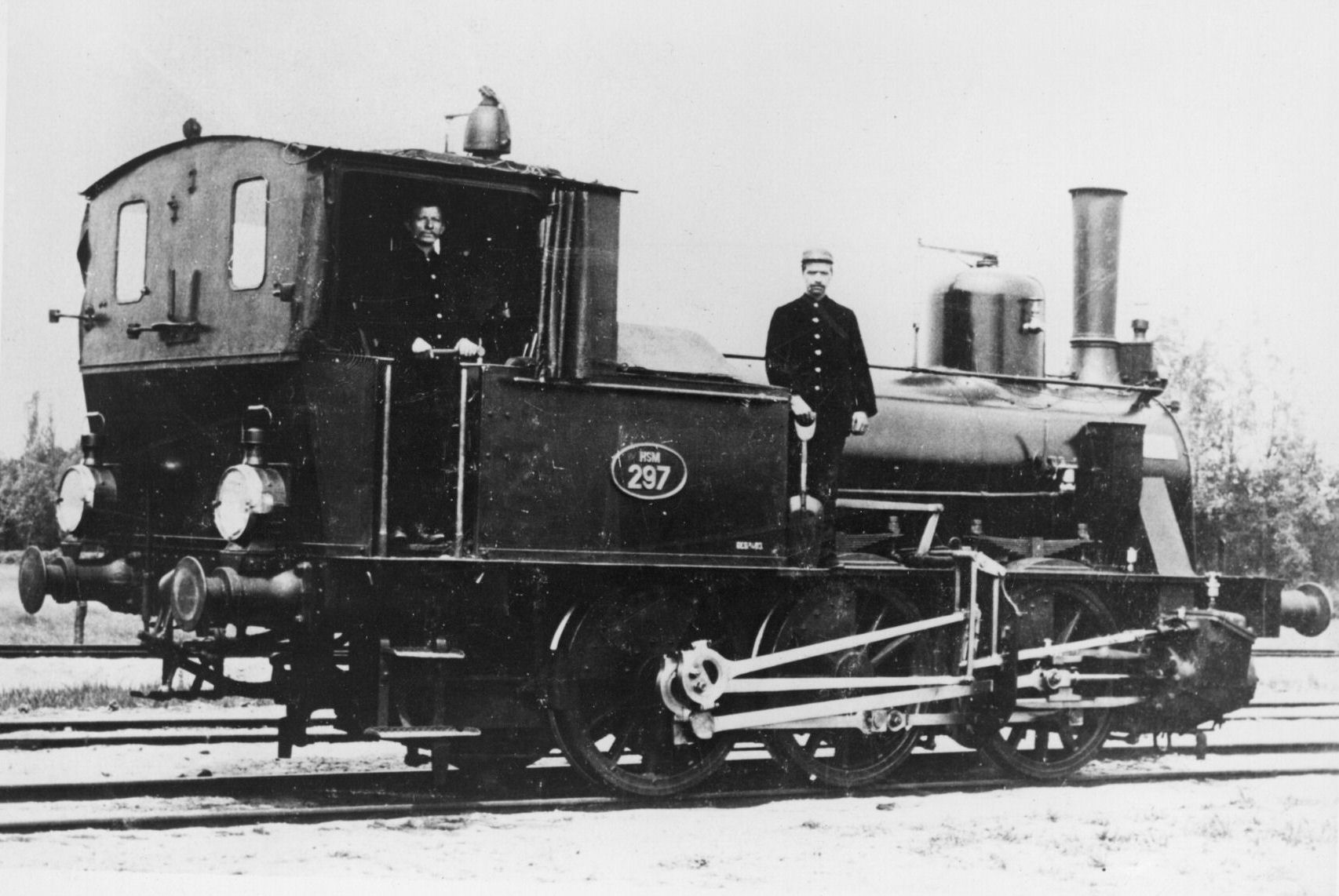
HSM 297 later NS 7602 met machinist en stoker (Tussen 1903 - 1905)

De serie NS 7600 was een serie tenderlocomotieven van de Nederlandse Spoorwegen (NS) en diens voorganger Hollandsche IJzeren Spoorweg-Maatschappij (HSM) en Haarlem-Zandvoort Spoorweg Maatschappij (HZSM).
Voor de exploitatie van de in 1881 geopende spoorlijn tussen Haarlem en Zandvoort bestelde de HZSM drie locomotieven bij Borsig, spoedig aangevuld met een vierde, welke in 1881 en 1882 werden geleverd. Naast de nummers 1-4 droegen de locomotieven de namen Haarlem, Overveen, Zandvoort en Rudolph Sulzbach.
Nadat de exploitatie van deze spoorlijn op 1 juni 1889 overging naar de HSM, bleef het materieel nog in eigendom van de HZSM. Wel werd het materieel van de HSM nummers 296-299 voorzien en kwamen de namen te vervallen. In 1903 werden de locomotieven verkocht aan de Ahaus-Enscheder Eisenbahn Gesellschaft, maar bleven bij de HSM in dienst. Tussen 1904 en 1906 vernummerde de HSM de locomotieven in 1001-1004. De 1004 werd in 1917 bij een ongeval ernstig beschadigd, waarna de locomotief werd gesloopt. De 1001-1003 werden eind 1918 aan de HSM overgedragen.
Bij de samenvoeging van het materieelpark van de HSM en de Maatschappij tot Exploitatie van Staatsspoorwegen (SS) in 1921 kregen de drie resterende locomotieven van deze serie de NS-nummers 7601-7603. In 1926 werd de 7602 afgevoerd, in 1927 volgden de 7601 en 7603. Er is geen exemplaar bewaard gebleven.
| Fabrieksnummer | Naam             | HZSM nummer | In dienst | HSM nummer | HSM nummer | NS nummer | Uit dienst | Bijzonderheden      |
| -------------- | ---------------- | ----------- | --------- | ---------- | ---------- | --------- | ---------- | ------------------- |
| 3761           | Haarlem          | 1           | 1881      | 296        | 1001       | 7601      | 1927       |                     |
| 3762           | Overveen         | 2           | 1881      | 297        | 1002       | 7602      | 1926       |                     |
| 3763           | Zandvoort        | 3           | 1881      | 298        | 1003       | 7603      | 1927       |                     |
| 3849           | Rudolph Sulzbach | 4           | 1882      | 299        | 1004       | -         | 1917       | Gesloopt na ongeval |